# Glaciaal (tijdperk)
Een glaciaal of ijstijd is een periode in de geschiedenis, waarin het klimaat op aarde aanzienlijk kouder was dan tegenwoordig. De laatste koude periode, het Weichselien, eindigde 11.700 jaar geleden. Het Weichselien is bekend als 'de laatste ijstijd'.
Een ijstijdvak is een relatief lange periode, waarin er ijskappen bestaan. Binnen één ijstijdvak komen dan verschillende glacialen voor. Het Kwartair is de relatief koude periode, het ijstijdvak van de afgelopen 2,6 miljoen jaar. In de geologie worden ijstijdvakken doorgaans aangeduid als 'ijstijd', terwijl binnen de kwartairgeologie en de fysische geografie ijstijd en glaciaal vaak als synoniem gebruikt worden.
Glacialen kunnen in stadialen, koude periodes, en interstadialen, warmere periodes, worden onderverdeeld. Deze indeling is vooral voor het Weichselien en het glaciaal daarvoor,
het Saalien, gemaakt. Het landijs kwam toen over Scandinavië tot in Nederland. Tijdens een interstadiaal kan het gemiddeld bijna even warm zijn als in een interglaciaal, alleen duurt een interstadiaal korter.

## Geschiedenis
Het Holoceen is het geologische tijdperk van 11.700 jaar geleden tot nu. Het Holoceen is een relatief warme periode of interglaciaal, vergeleken met de voorgaande koude periode aan het einde van het Pleistoceen. Deze koude periode heet Weichselien en vormde een glaciaal.
De afgelopen 2,6 miljoen jaar (Ma) is een ijstijdvak of glaciatie, het Kwartair. Het Pleistoceen is een onderverdeling van het Kwartair. Tijdens het Kwartair zijn meer koudere periodes voorgekomen waarin de ijskappen groter waren en de zeespiegel lager. Deze perioden worden glacialen genoemd. Zij worden afgewisseld met interglacialen: warmere perioden waarin de ijskappen alleen de poolregio's en hoge gebergtes bedekken. De Kwartaire ijstijd omvat het hele Kwartair.
In de Kwartairgeologie worden interglaciaal en glaciaal zowel voor klimatologische gebeurtenissen als voor de tijdvakken waarin die plaatsvonden gebruikt, vergelijkbaar met een geochronologische etage. Men kan bijvoorbeeld zeggen dat het Weichselien een glaciaal was, terwijl het ook een absoluut tijdvak in de geologische tijdschaal is.

## Oorzaken
Glacialen en interglacialen worden veroorzaakt door veranderingen van de bewegingen van de aarde ten opzichte van de zon. Deze veranderingen zijn in de jaren twintig van de 20e eeuw onderzocht en voor bepaalde breedtegraden uitgerekend door de Servische wiskundige Milutin Milanković. De veranderingen, die nu bekendstaan als de Milanković-parameters, hebben betrekking op de tolbeweging van de aardas, bekend als de precessie, met een cyclische periode van 26.000 jaar, de stand van de aardas ten opzichte van de maximale zonne-instraling, de obliquiteit of axiale variatie, periode 41.000 jaar, en de mate van ellipticiteit van de baan van de aarde om de zon, excentriciteit, periode 100.000 jaar.
In periodes met veel zonne-instraling, tijdens een meer cirkel- dan ellipsvormige baan van de aarde om de zon én een meer loodrechte stand van de aardas bijvoorbeeld, zijn de ijskappen klein. Periodes waar de aarde juist weinig straling van de zon ontvangt, bij een ellipsvormige baan om de zon én een stand van de aardas die een groter verschil in seizoenen oplevert bijvoorbeeld, groeien de ijskappen.

## Herkenning
Glacialen zijn van oudsher op het land herkend, hoewel de mariene flora en fauna ook aanknopingspunten gaven. Vooral weekdieren speelden daarbij een belangrijke rol, zoals bijvoorbeeld de 'Yoldiazee'. Op het land zijn glacialen herkend aan de verschijnselen die zij achterlieten in de bodem en in het landschap. Belangrijke fenomenen zijn keilemen, eindmorenen, stuwwallen, glaciale bekkens, lössen, cryoturbatie, ijswiggen, enz. Uit al deze fenomenen kon men vroeger geen ouderdom afleiden. Ook de eventueel aanwezige flora en fauna gaven geen aanknopingspunt. De relatieve ouderdom van een glaciaal werd daarom altijd afgeleid van de ouderdom van de eronder of erboven aanwezige interglaciale afzettingen. Het daarin voorkomende leven geeft vaak wel een indicatie voor de ouderdom. Tegenwoordig zijn er verschillende methoden, zoals thermoluminescentiedatering om absolute ouderdom van sedimenten te bepalen. Hoewel met deze methoden toch nog tegenstrijdige uitkomsten worden verkregen, dragen ze toch bij aan meer inzicht in de ouderdom van glaciale afzettingen en tot betere correlaties tussen de verschillende regionale indelingen.
Behalve het beschikbaar komen van methoden voor absolute ouderdomsbepaling van sedimenten, is er sinds de jaren zeventig van de 20e eeuw een parallelle indeling voor het ijstijdvak ontwikkeld. Dit is de mariene isotopen-stratigrafie, vooral met behulp zuurstofdatering (16O/18O). Uit deze ontwikkeling is gebleken dat er zeer veel meer (koude en warme) perioden tijdens het Kwartair zijn geweest dan er op het land herkend zijn. Een groot deel van deze koude perioden zullen echter geen echte glacialen zijn geweest, daarvoor is de temperatuur niet voldoende gedaald. De mariene isotopen stratigrafie wordt, hoewel zij daarvoor niet is ontwikkeld, door veel stratigrafen gebruikt om glacialen en interglacialen uit de verschillende regionale indelingen mee te correleren.

## Noord-Europa
In Europa zijn in verschillende regio's afzettingen met opeenvolgende ouderdom van gletsjers bekend. De belangrijkste opeenvolgingen zijn de Noord Europese, de Alpiene, de Britse en de Russische. In elke opeenvolging hebben de glaciale perioden hun eigen namen. Hoewel voor een deel de correlaties tussen deze glacialen en systemen bekend zijn, is met name rond de oudere glacialen niet alles opgehelderd. In Nederland, België en vele andere Europese landen wordt een geologische tijdschaal gebruikt die is gebaseerd op de namen van de opeenvolgende Noord-Europese glacialen. Buiten Noord-Europa is deze indeling van het Pleistoceen niet gebruikelijk.
Het laatste glaciaal (of de "laatste ijstijd") wordt in de Noord-Europese indeling Weichselien genoemd. Dezelfde ijstijd heeft in andere delen van de wereld een andere naam. Het was tijdens het Weichselien in de hele wereld kouder dan gemiddeld. Zowel op het noordelijk als op het zuidelijk halfrond was sprake van een ijstijd. Het landijs uit Scandinavië strekte zich over het noorden van Europa uit tot in het uiterste noorden van Duitsland.
Het voorlaatste glaciaal wordt in Noord-Europa Saalien genoemd. Dit was de laatste maal dat landijs zich tot in Nederland uitstrekte, tot aan de huidige loop van de rivier de Rijn. 